# 埃弗特·贡纳松
埃弗特·贡纳松（瑞典語：Evert Gunnarsson，1929年12月28日—），瑞典男子赛艇运动员。他曾代表瑞典参加1948年、1952年和1956年夏季奥林匹克运动会赛艇比赛，获得一枚银牌。